# Zastler Eislöcher

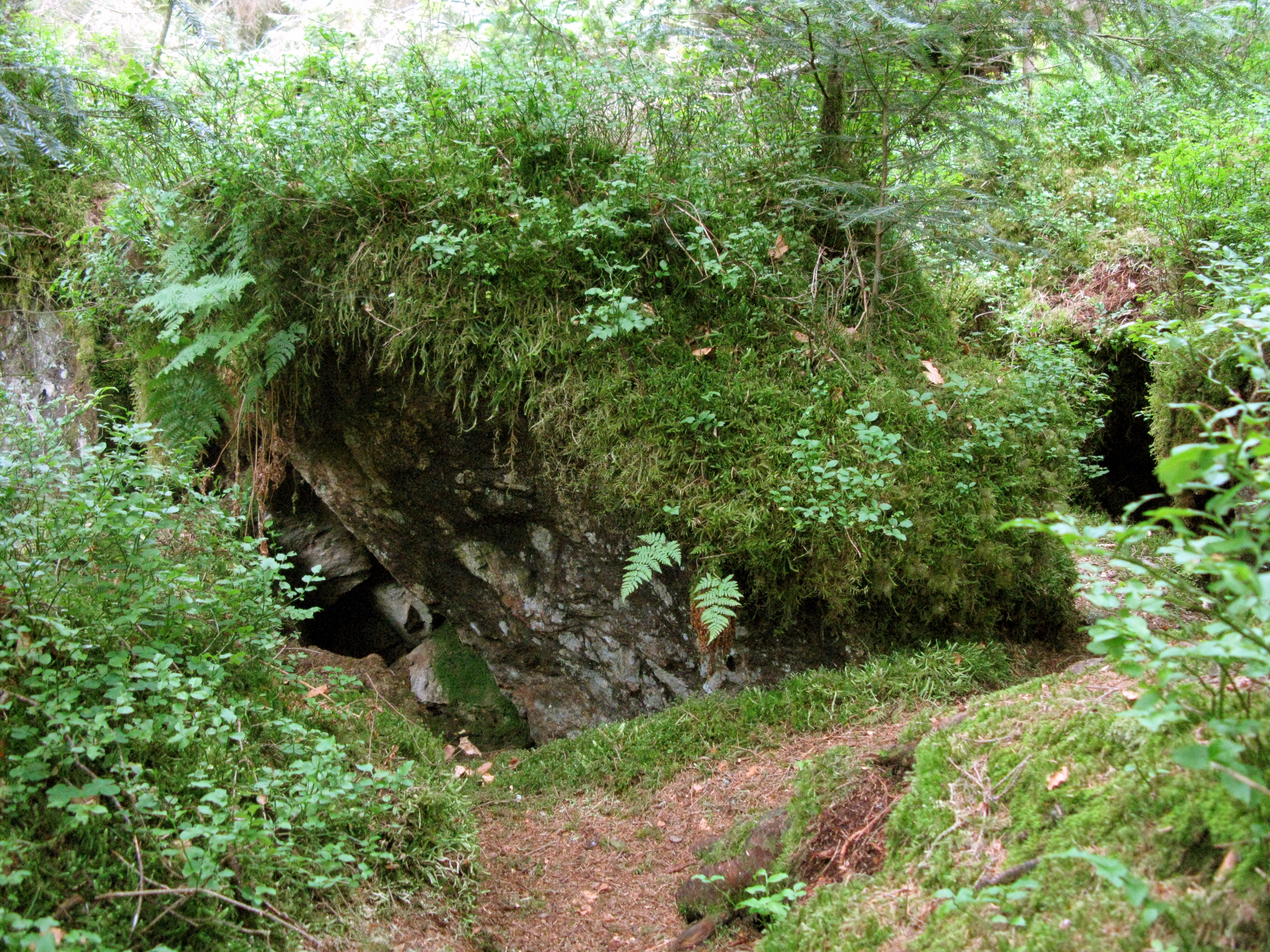
Zastler Eislöcher zwischen Felsblöcken

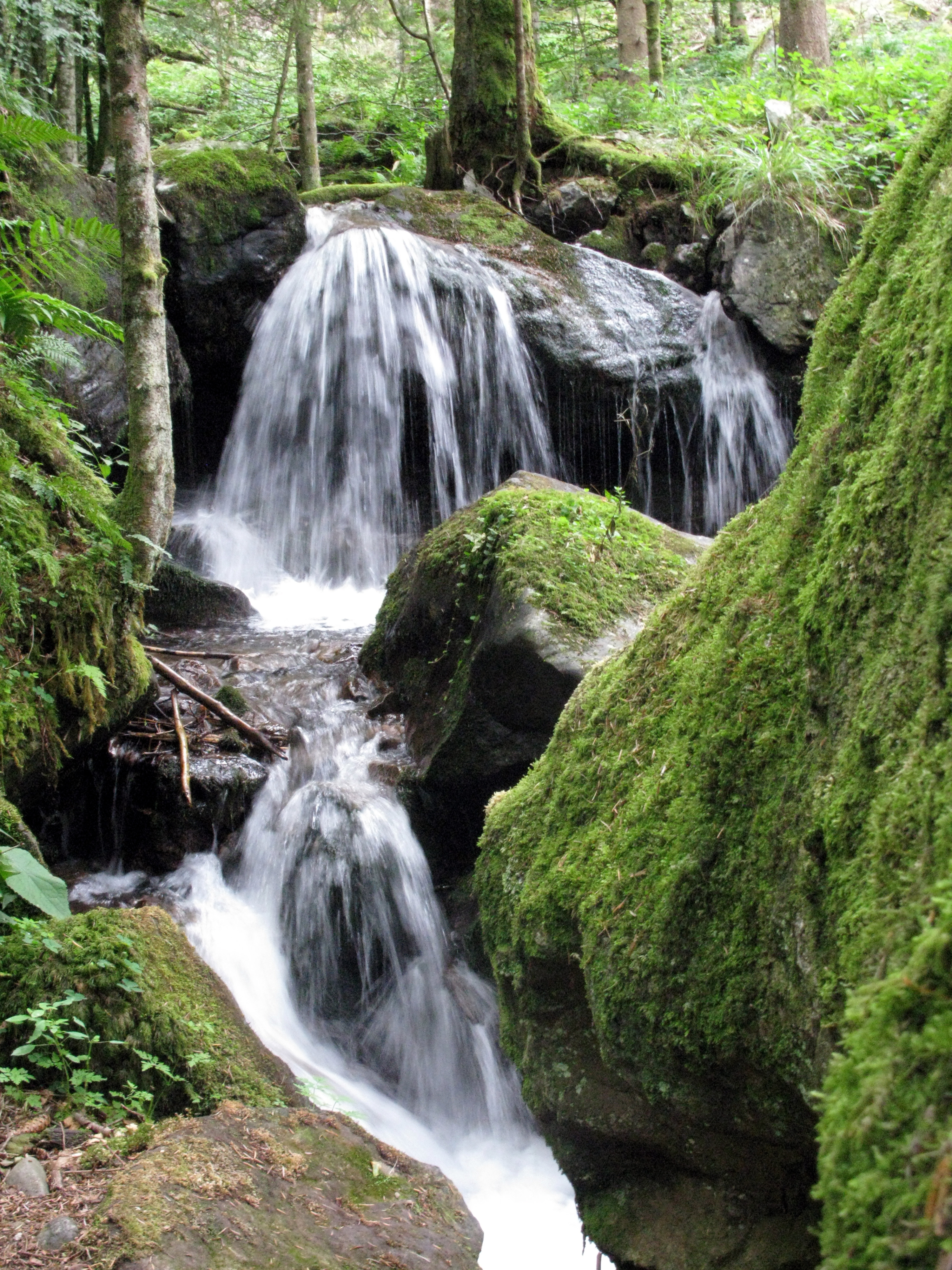
2015 Wasserfälle an den Eislöchern

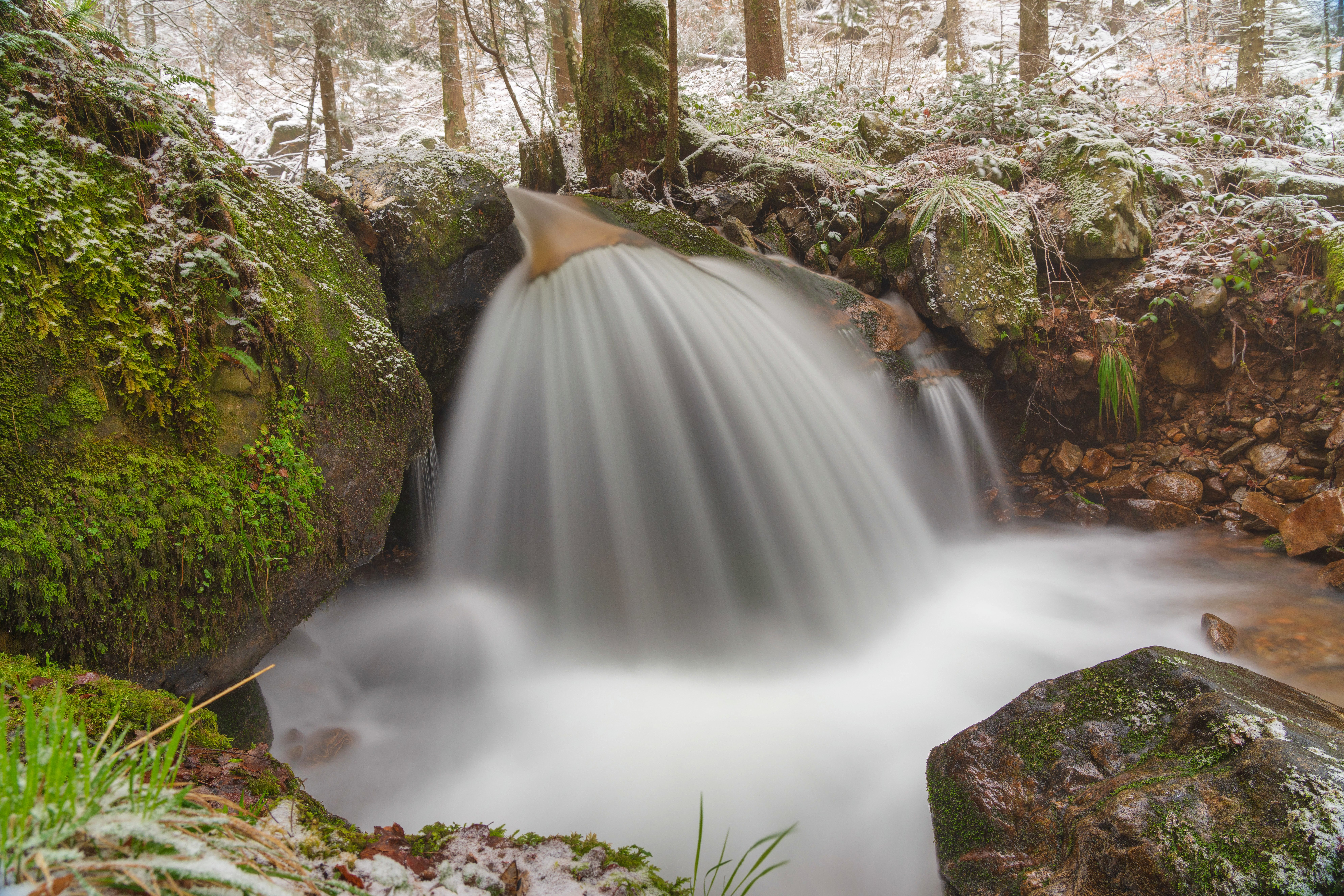
2019 Wasserfall an den Eislöchern

Die Zastler Eislöcher sind eine außergewöhnliche Naturerscheinung im oberen Zastlertal auf der Gemarkung Oberried-Zastler am Fuße des Feldbergmassivs.

## Lage und Entstehung
Die Eislöcher liegen im oberen Zastlertal oberhalb des Schweizerhofes in etwa 775 Metern Höhe. Hier ist der gefällereiche Talboden von großen Felsblöcken bedeckt, die durch Gletscher der letzten Kaltzeit und durch einen Felssturz hierher gelangt sind. In den Hohlräumen zwischen den Felsblöcken sammelt sich während der kalten Jahreszeit neben Schnee und Eis auch kalte Luft. Da diese eine höhere Dichte als warme Luft aufweist, ist sie schwerer und tritt erst am Fuß der Blockanhäufung wieder aus. Zusätzlich reichert sie sich durch das Kluftwasser in den Hohlräumen mit Feuchtigkeit an, wodurch sie Wärmeenergie verliert (Verdunstungskälte). Bisweilen gibt es dort noch Ende Juli Eis. Bei den Einheimischen sind sie seit langem als natürliche Kühlräume bekannt. In der Nähe der Eislöcher stürzt der Zastlerbach über einen zweistufigen, etwa 4 Meter hohen Wasserfall in eine kleine Talkerbe.
Das Zastler Tal, das Zastler Loch und die Zastler Eislöcher sind per Verordnung von 2003 als Schonwald ausgewiesen. Der Schonwald „Zastler Eislöcher“ liegt im Staatswald und hat eine Größe von ca. 4,9 ha. Wesentlicher Schutzzweck des Schonwaldes ist
- die Erhaltung des für die Eislöcher im Feldberggebiet typischen Peitschenmoos-Fichtenwaldes auf Blockschutt
- Schutz des teils nach § 24 a NatSchG (Naturschutzgesetz, Besonders geschützte Biotope) und § 30 a LWaldG (Landeswaldgesetz, Biotopschutzwald) ausgewiesenen Biotops.

Auch im hinteren St.Wilhelmer Tal finden sich im „Napf“ auf etwa 860 m Höhe ebenso umfangreiche Eislöcher, die im Biosphärengebiet Schwarzwald (2016) als Kernzone deklariert sind. Dort liegen große Felsblöcke als Überreste eines Bergsturzes vom angrenzenden Berg Schmaleck (1253 m).

## Meteorologische Messungen
2016 wurden bei den Eislöchern meteorologische Messungen zum Kaltluftabfluss durchgeführt. Im Rahmen von Praktikumsarbeiten am Institut für Geo- und Umweltnaturwissenschaften (Professur für Umweltmeteorologie) der Albert-Ludwigs-Universität Freiburg erfolgten von 10. Mai bis 12. Juli 2016 Messungen von
- Windgeschwindigkeit und Windrichtung
- Lufttemperatur und Luftfeuchte
- Sonnenstrahlung und Ausstrahlung der Erde

Meteorologische Messungen 2016
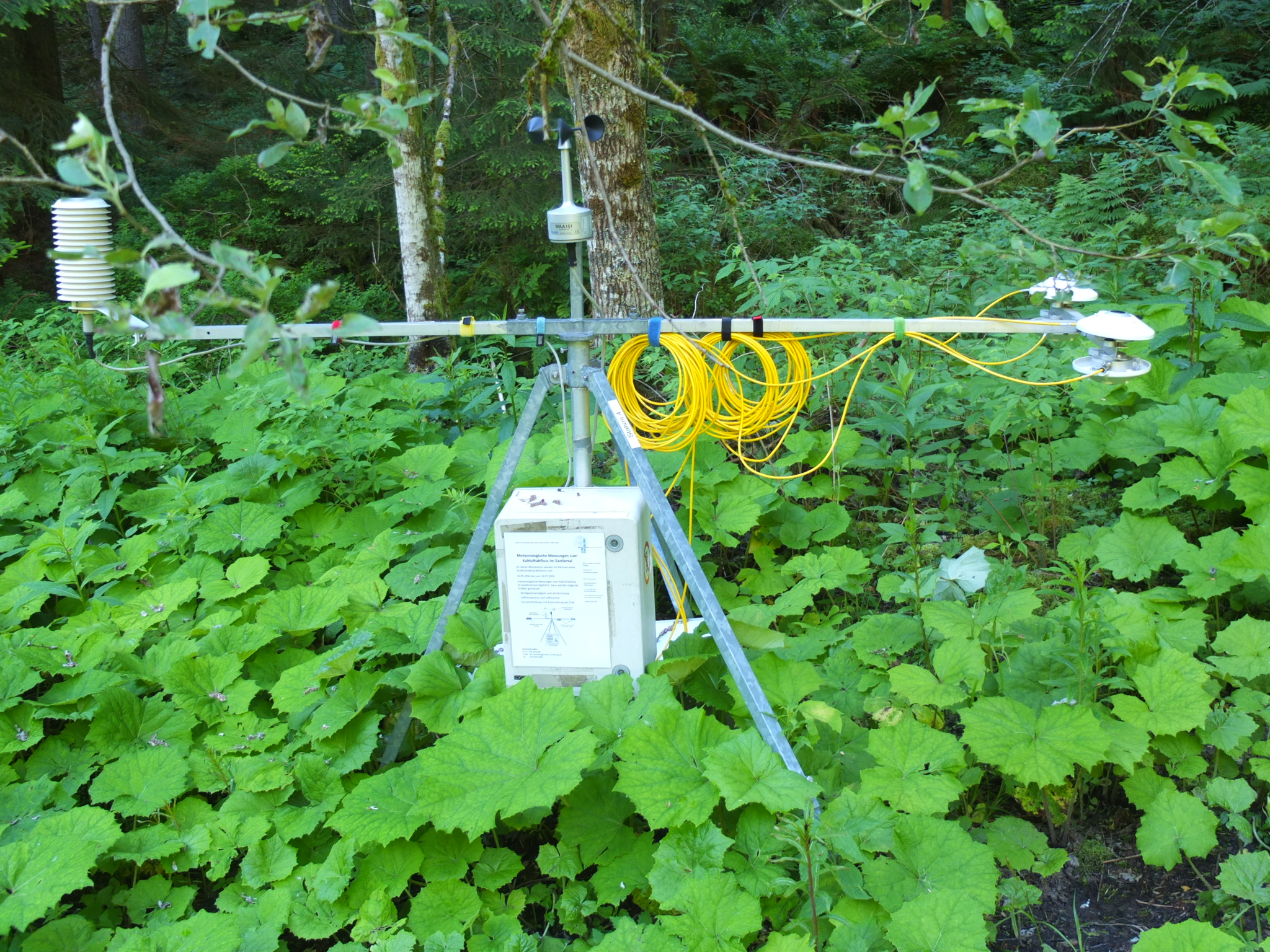
Messapparatur für Wind, Luft und Strahlung
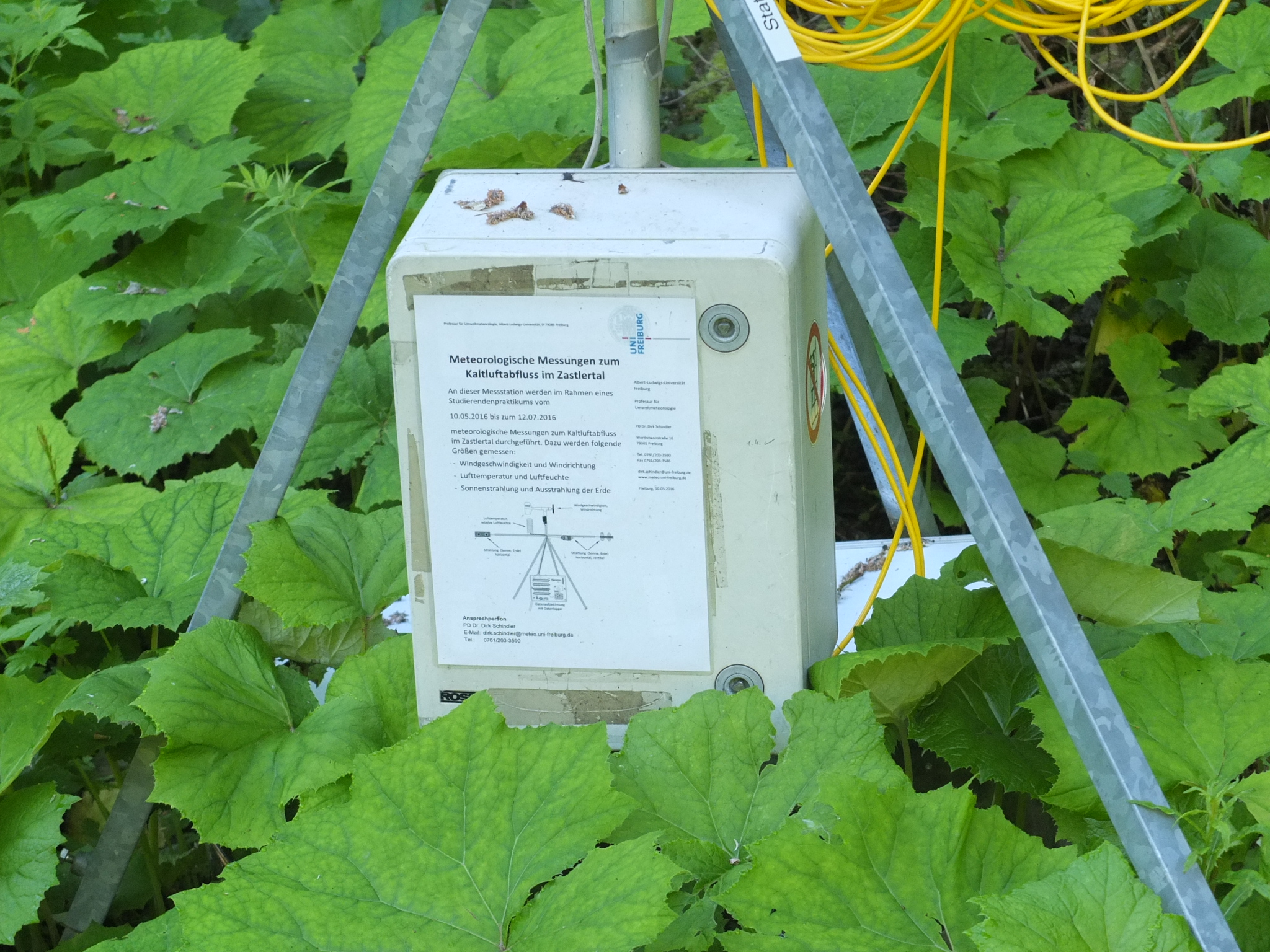
Infotafel
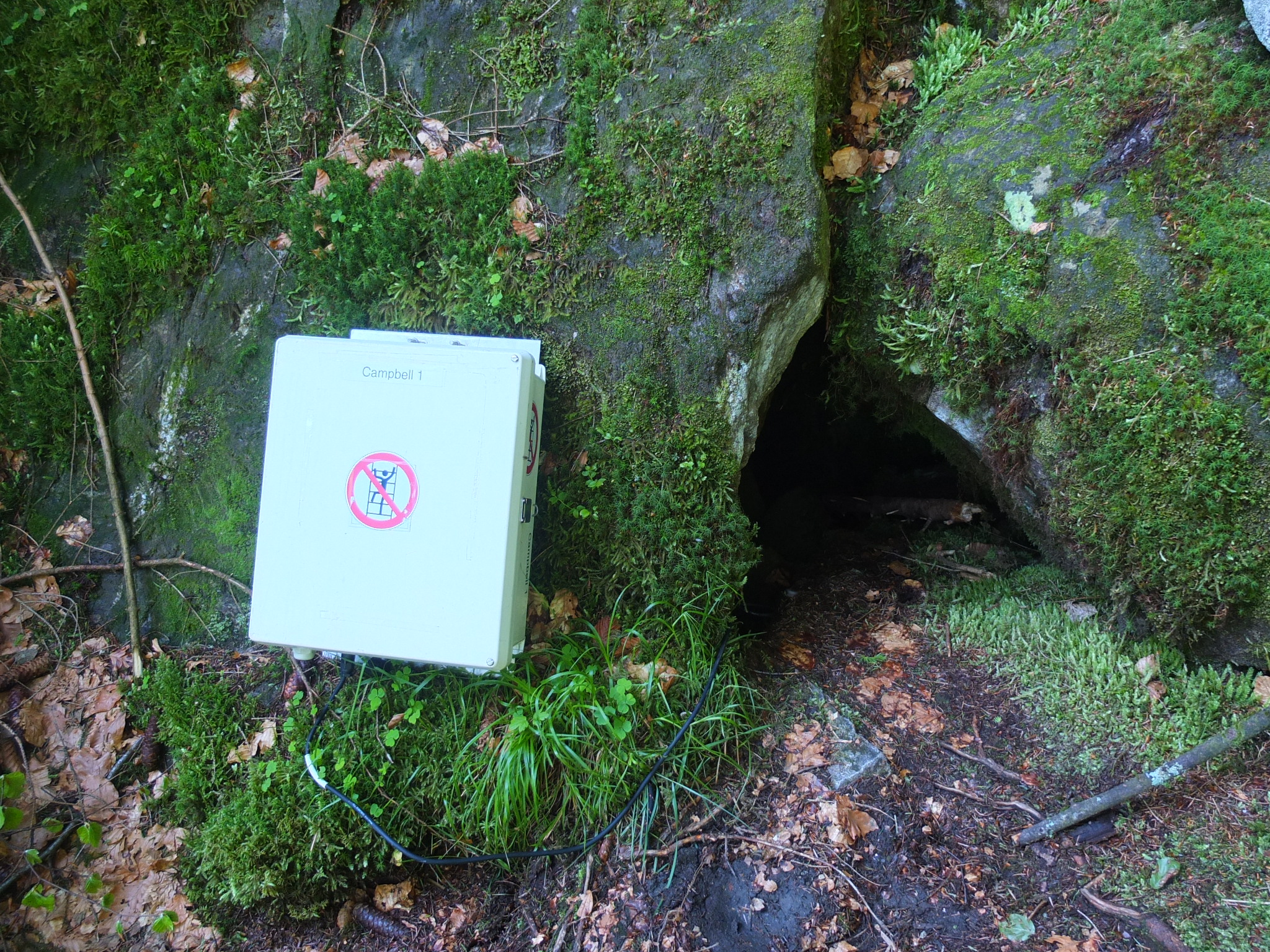
Messapparatur
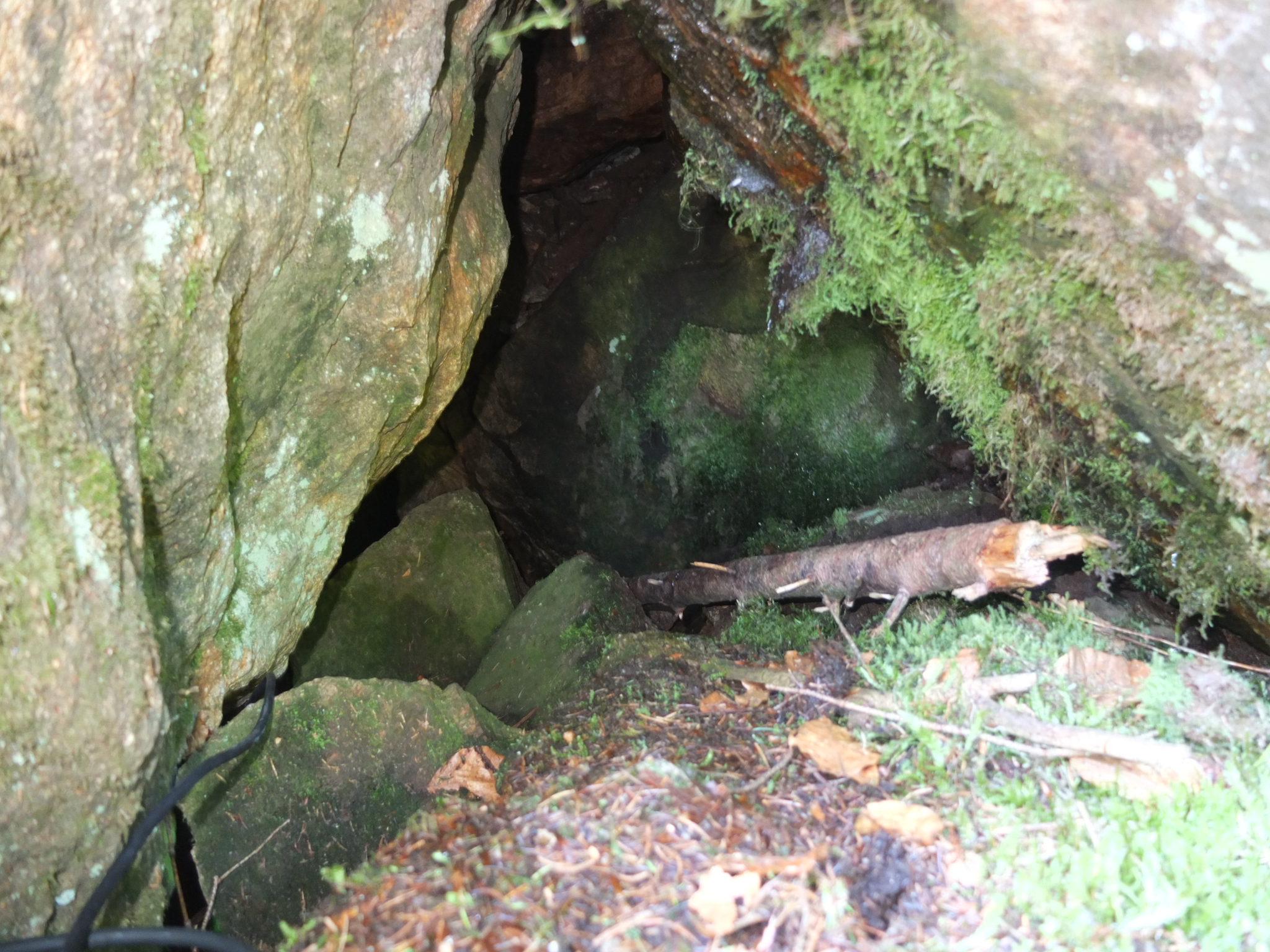
Messung im Eisloch

2020 kam es durch den Orkan Sabine am Feldberg und auch im oberen Zastlertal zu einem größeren Windbruch und Windwurf.
Durch die fehlenden Bäume hat sich die Sonneneinstrahlung dort deutlich erhöht, was zu leichtem Temperaturanstieg führte. Dadurch wurde das dortige Mikroklima beeinflusst, so sind z. B. Moose im Bereich der Eislöcher teilweise trocken bzw. ausgetrocknet.

Zustand der Vegetation im Vergleich Sommer 2015 ↔ Frühjahr 2022
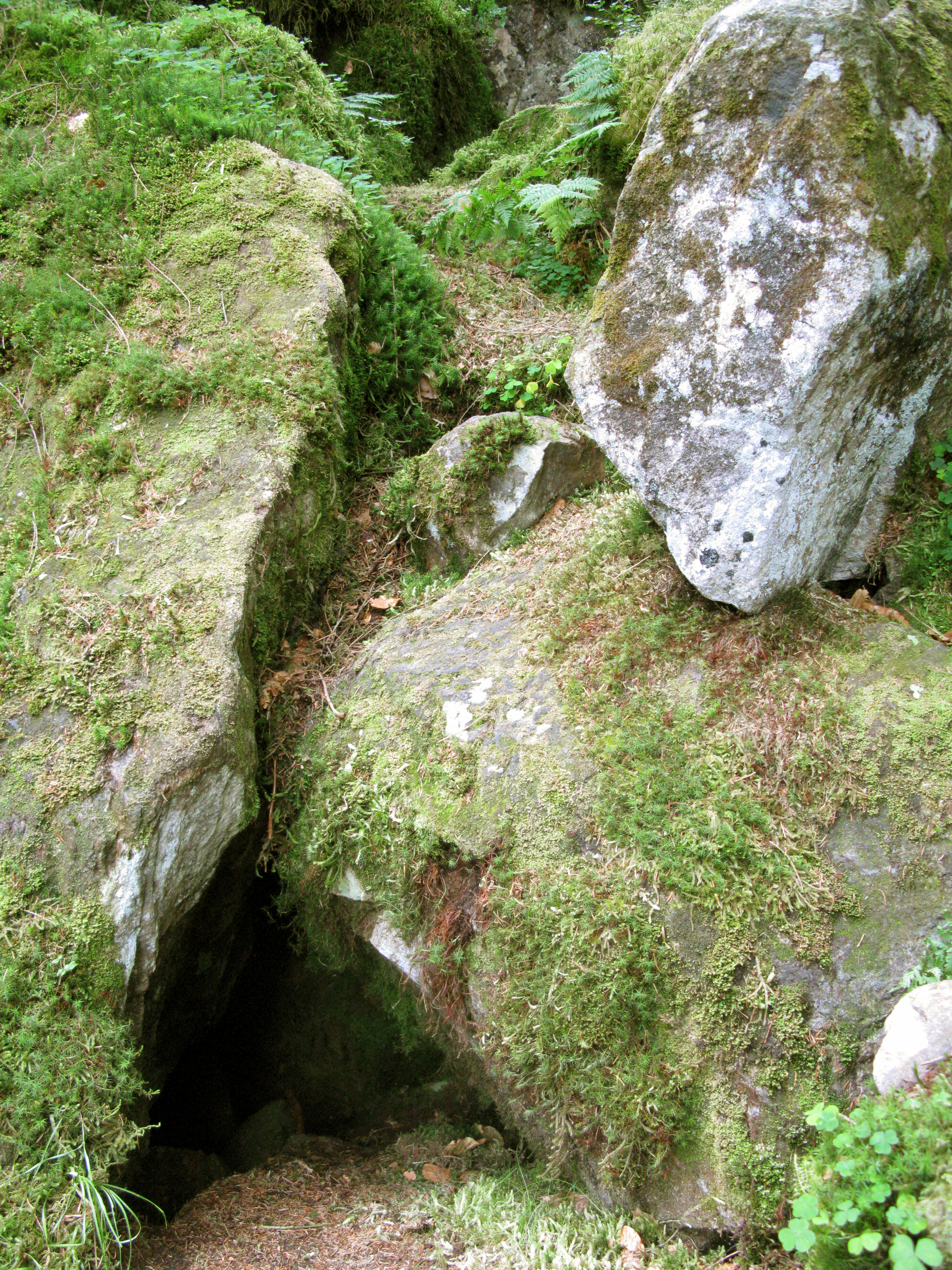
Eislöcher August 2015
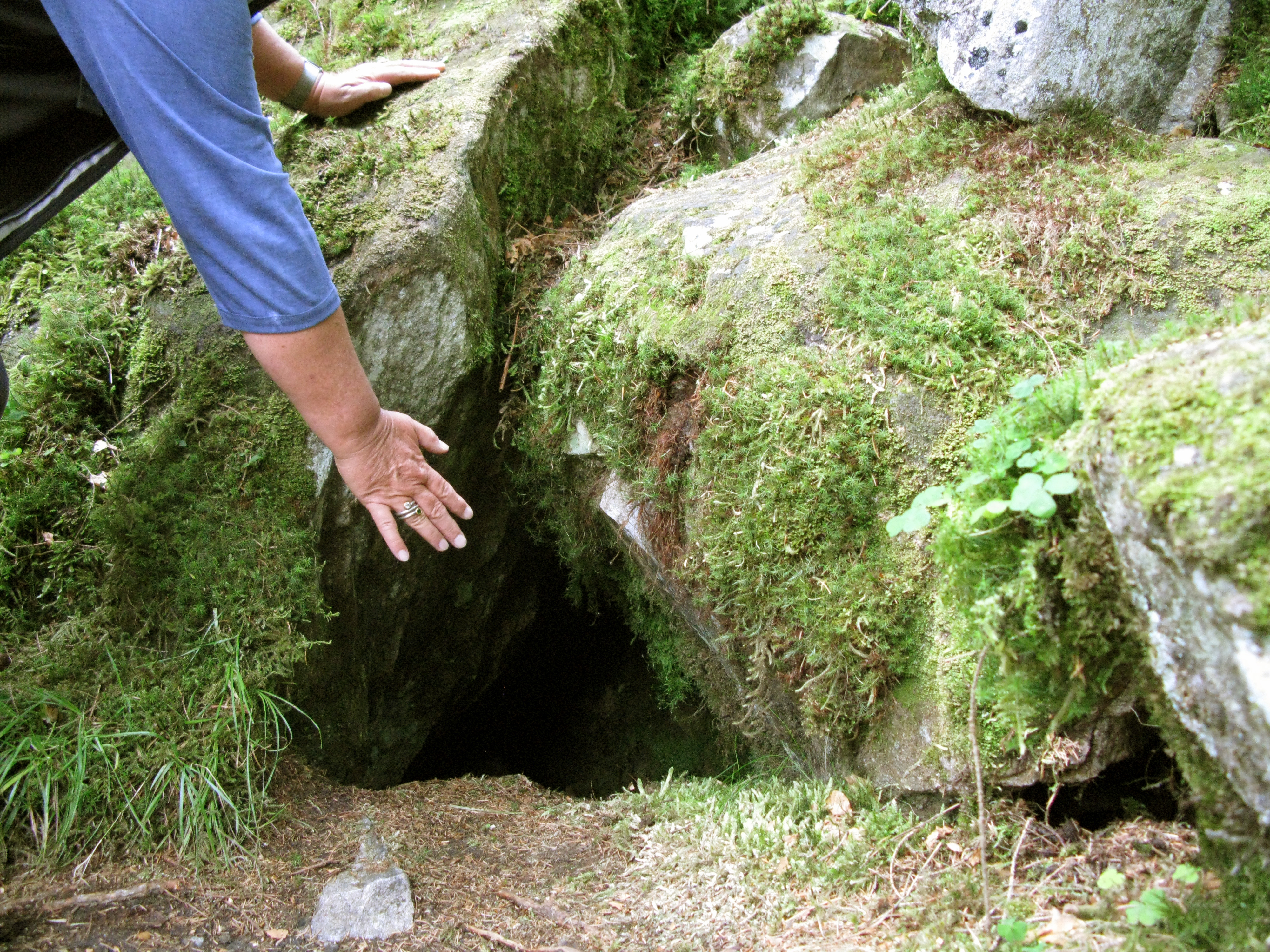
Eislöcher August 2015
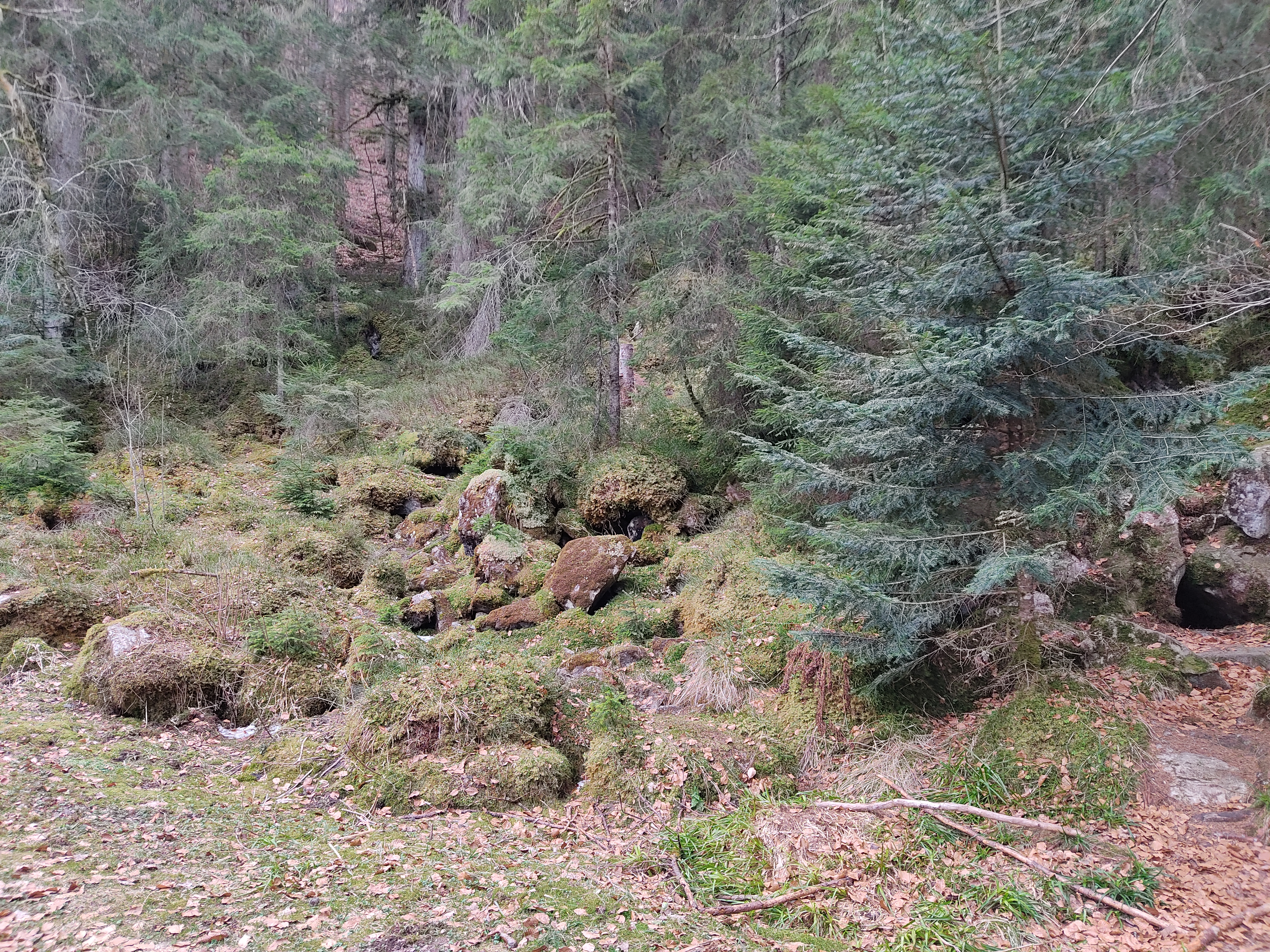
Eislöcher März 2022
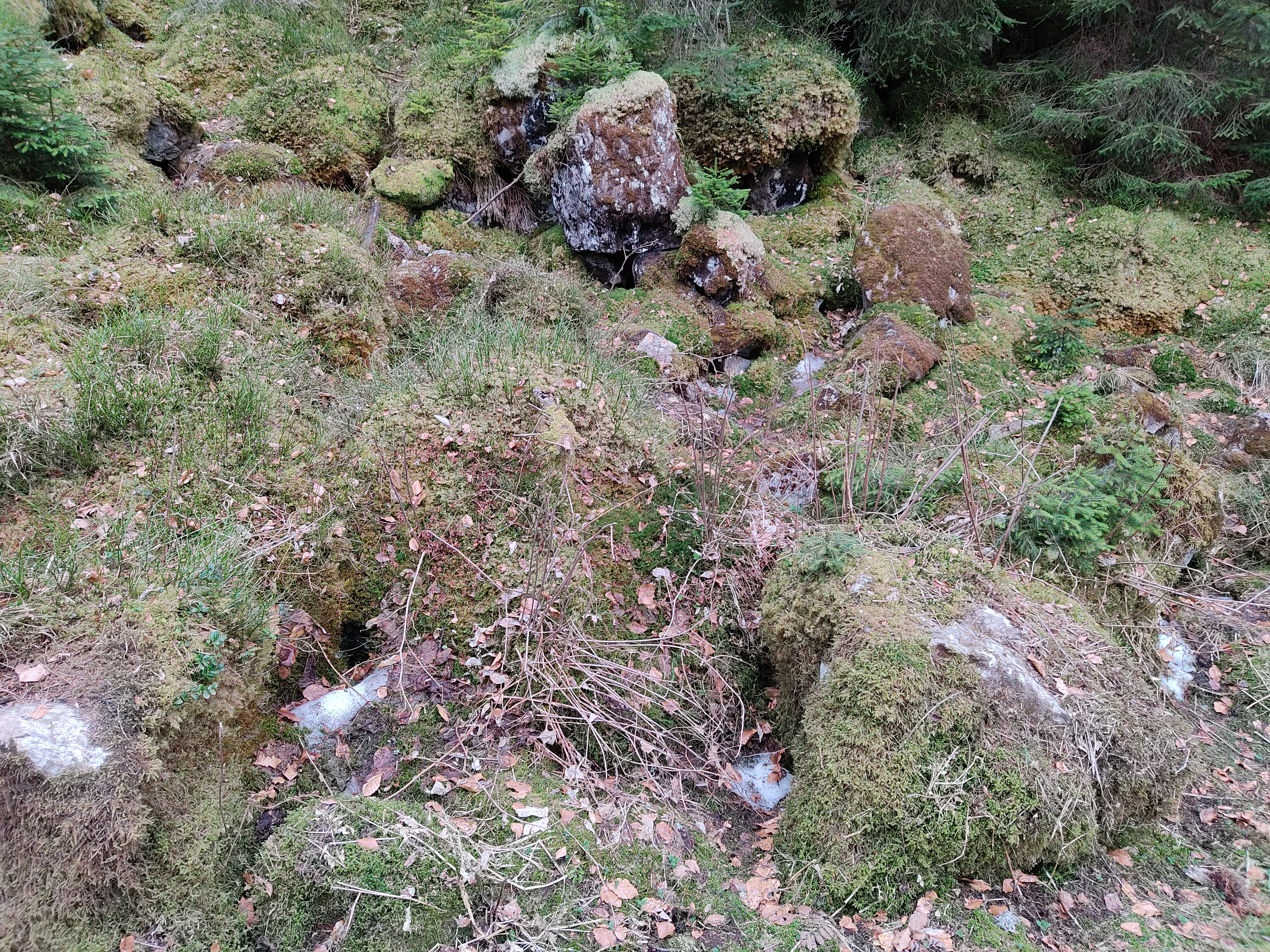
Eislöcher März 2022